# Фернандо Кастильский
Фернандо (1189—1211) — сын и наследник Альфонса VIII.
Согласно закону, изданному королём[кем?], в случае его смерти престол должна была унаследовать его старшая сестра Беренгария, бывшая замужем за Альфонсом IX. Однако вскоре родился Энрике, и брак Беренгарии с Альфонсом был расторгнут. Фернандо престол так и не унаследовал. Вместо него наследником стал его брат Генрих, однако он погиб 13-летним, престол наследовал Фернандо, сын Беренгарии.
Фернандо умер от лихорадки неженатым в возрасте 22 лет, чуть менее чем на три года раньше своего отца.